# HMS Somerset (1748)
Pour les autres navires du même nom, voir HMS Somerset.

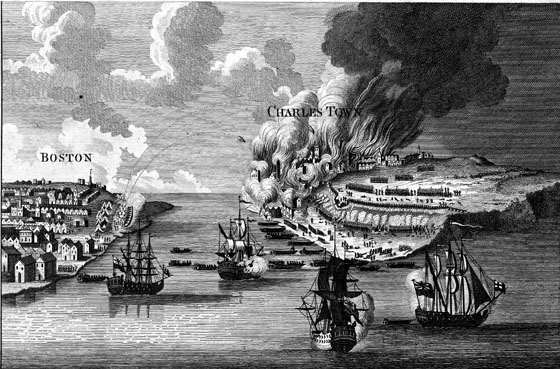
Le HMS Somerset et d'autres navires participants à la bataille de Bunker Hill.

Le HMS Somerset est un navire de ligne de 70 canons (troisième rang) appartenant à la Royal Navy. Il est le troisième navire de la Royal Navy à porter ce nom.
Construit au chantier naval de Chatham, il est lancé le 18 juillet 1748. Il est partie prenante dans plusieurs batailles de la guerre de Sept Ans (prise de la forteresse de Louisbourg et transport de troupes pour la bataille des plaines d'Abraham) et la guerre d'indépendance des États-Unis (batailles de Lexington et Concord, bataille de Chelsea Creek et bataille de Bunker Hill).
Il fait naufrage dans une tempête en 1778 au cap Cod dans le Massachusetts.